# Mevlüt Erdinç
Mevlüt Erdinç (Saint-Claude, Francia, 25 de febrero de 1987) es un exfutbolista turco que jugaba de delantero.

## Biografía
Erdinç nació en Francia, aunque sus padres son de origen turco. Es por esto que Erdinç tiene doble nacionalidad. Su apellido se escribe Erdinç, pero en Francia se le conoce como Erding debido a un error tipográfico que se produjo en aquel país al hacerse la documentación.
Empezó su carrera como futbolista en las categorías inferiores del FC Sochaux, hasta que en 2005 pasó a formar parte de la primera plantilla. Su debut en la Ligue 1 se produjo en noviembre de 2005 contra el AC Ajaccio y Mevlüt Erdinç marcó un gol en ese partido en el último minuto dando la victoria a su equipo.
En la temporada 2007/08 anotó 11 goles, convirtiéndose en el máximo goleador del club. 
Ganó la Copa con el FC Sochaux en 2007. En 2011 interesó seriamente al Rennes FC pero finalmente el 24 de enero de 2012 fichó por el club francés.

## Selección nacional
Ha sido internacional con la selección de Turquía en 35 ocasiones. Su debut como internacional se produjo el 26 de marzo de 2008 en un partido amistoso contra Bielorrusia.
Fue convocado por su selección para participar en la Eurocopa de Austria y Suiza de 2008, donde disputó dos encuentros, uno de ellos como titular.

## Clubes
| Club                      | País     | Año       |
| ------------------------- | -------- | --------- |
| F. C. Sochaux-Montbéliard | Francia  | 2005-2009 |
| París Saint-Germain F. C. | Francia  | 2009-2012 |
| Stade Rennais F. C.       | Francia  | 2012-2013 |
| A. S. Saint-Étienne       | Francia  | 2013-2015 |
| Hannover 96               | Alemania | 2015-2016 |
| E. A. Guingamp            | Francia  | 2016      |
| F. C. Metz                | Francia  | 2016-2017 |
| Hannover 96               | Alemania | 2017      |
| Estambul Başakşehir F. K. | Turquía  | 2017-2019 |
| Antalyaspor (cedido)      | Turquía  | 2018-2019 |
| Fenerbahçe S. K.          | Turquía  | 2019-2020 |
| Fatih Karagümrük S. K.    | Turquía  | 2020-2021 |
| Kocaelispor               | Turquía  | 2021-2022 |
| Ümraniyespor              | Turquía  | 2022      |
| Racing Besançon           | Francia  | 2022      |

## Palmarés

### Campeonatos nacionales
| Título          | Club                      | País    | Año     |
| --------------- | ------------------------- | ------- | ------- |
| Copa de Francia | F. C. Sochaux-Montbéliard | Francia | 2007    |
| Copa de Francia | París Saint-Germain F. C. | Francia | 2009-10 |